# Marcelo Moraes Caetano
 (septembre 2021).
Marcelo Moraes Caetano (Rio de Janeiro, 17 août 1976) est un écrivain, professeur et pianiste brésilien. Il a reçu la médaille de vermeil 2011.
Licence en portugais et grec par l'université de l'État de Rio de Janeiro ; est titulaire complet dans la langue portugaise et les littératures correspondantes (brésilienne, africaine et portugaise) par l'université Estácio de Sá; spécialiste en planification, exécution et la gestion de l'enseignement à distance par l'université fédérale Fluminense; professeur d'études langagières par l'université catholique de Rio de Janeiro, un chercheur avec dévouement par le CNPq, Marcelo est également un critique littéraire. Chercheur et Doctor PhD dans l'université de l'État de Rio de Janeiro. Professeur à l'université de l'État de Rio de Janeiro. 

## Œuvres majeures
- Desafios da redação (CAETANO, Marcelo. 1ª edição Rio de Janeiro: Editora Ferreira, 2012. volume 1, 379 pages)
- Água pura - poetry (CAETANO, Marcelo. 1ª edição São Paulo: Editora Paco, 2010. 102 pages, depuis 2010 comme Approved and recommended book en Book Drum Magazine, États-Unis)
- Caminhos do texto (CAETANO, Marcelo. 1ª edição Rio de Janeiro: Editora Ferreira, 2010. volume 1, 270 pages)
- Gramática Reflexiva da Língua Portuguesa (CAETANO, Marcelo. 1ª edição Rio de Janeiro: Editora Ferreira, 2009. volume 1, 704 pages)
- Gramática Normativa para o Ensino Médio (CAETANO, Marcelo. 1ª edição Rio de Janeiro: Maria Anézia, 2009. volume 1, 220 p.)
- Literatura para o Ensino Médio (CAETANO, Marcelo.1. ed. Rio de Janeiro: Maria Anézia, 2009. v. 1. 100 p.)
- Análise histórica e estilística das funções da linguagem. (CAETANO, Marcelo. Rio de Janeiro: Academia Brasileira de Filologia, 2008. v. 1. 67 p.)
- Com a palavra, os professores do Brasil. (CAETANO, M. Marcelo. Rio de Janeiro: Litteris, 2008. 1ªedição.)
- Cemitério de centauros. (CAETANO, M. Marcelo. Rio de Janeiro: SENAI, 2007. 1re édition. 80 p.)
- Gramática Normativa da Língua Portuguesa. (CAETANO, M. Marcelo. Rio de Janeiro: SENAI, 2007. 1re édition. 200 p.)
- Educação-Éducation-Education (Brésil, France, Royaume-Uni. CAETANO, M. Marcelo.Rio de Janeiro: ONU-UNESCO, 2006. 1re édition. 280 p.)
- Romances de entressafra (CAETANO, Marcelo. São Paulo: Vivali, 2005. 1re édition, 239 p.)
- A humanidade na arca de Noé (CAETANO, Marcelo. São Paulo: Vivali, 2005. 1re édition, 430 p.)
- Solidariedade (Brésil, France, Royaume-Uni. CAETANO, Marcelo. Rio de Janeiro: ONU-UNESCO, 2005. 1re édition, 250 p.)
- A clara de ovo (CAETANO Marcelo. Rio de Janeiro: 7 Letras, 2003. 1re édition, 156 p.).

## Quelques prix
- 2014 Prix Excellence culturelle - 100 années du Forte de Copacabana et 70 années de l´ABD.
- 2008 Prix Litteris.
- 2007 Prix de la Biennale internationale de littérature de Rio de Janeiro, Sesi-Firjan, Fundação Guttemberg.
- 2005 Prix de Littérature Unesco, ONU-UNESCO-ABL - Paris.
- 2006 Prix de Littérature Unesco, ONU-UNESCO-ABL - Paris.
- 1989 compétition de piano sul-americano Guiomar Novaes, Teatro Municipal Zitta de Marchi.
- 1990 compétition Nacional de Piano Clóvis Salgado-Palácio das Artes, UFMG
- 1990 Compétition Sul-Americano Artlivre, Conservatório Dramático e Musical de São Paulo (en).
- 1990 Compétition internationale de piano Ciudad de Cordoba, Fundação del Teatro del Libertador San Martín, Córdoba.
- 2010 Compétition de l'Orchestre philharmonique de Vienne, Autriche
- 2010 Grand prix Concurso Paulo Henriques Britto PUC-Rio, Globo Universidade, Editora Record
- 2010 membre du Pen Club Rio-Londres
- 2011 Personalidade destaque cultural do Estado do Rio de Janeiro
- 2011 membre Academía de Letras y Artes Del Chile
- 2011 membre de l'Académie française Arts-Sciences-Lettres, médaille de vermeil
- 2012 Personalidade destaque cultural do Estado do Rio de Janeiro